# Garovaglia dietrichiae
Garovaglia dietrichiae là một loài rêu trong họ Pterobryaceae. Loài này được (Müll. Hal.) Mitt. mô tả khoa học đầu tiên năm 1882.